# Бодзанувек (Влоцлавський повіт)
Бодзанувек (пол. Bodzanówek) — село в Польщі, у гміні Хоцень Влоцлавського повіту Куявсько-Поморського воєводства.
Населення — 169 осіб (2011).
У 1975-1998 роках село належало до Влоцлавського воєводства.

## Демографія
Демографічна структура станом на 31 березня 2011 року:
|          | Загалом | Допрацездатний вік | Працездатний вік | Постпрацездатний вік |
| -------- | ------- | ------------------ | ---------------- | -------------------- |
| Чоловіки | 82      | 12                 | 59               | 11                   |
| Жінки    | 87      | 15                 | 48               | 24                   |
| Разом    | 169     | 27                 | 107              | 35                   |